# Assunzione di Maria

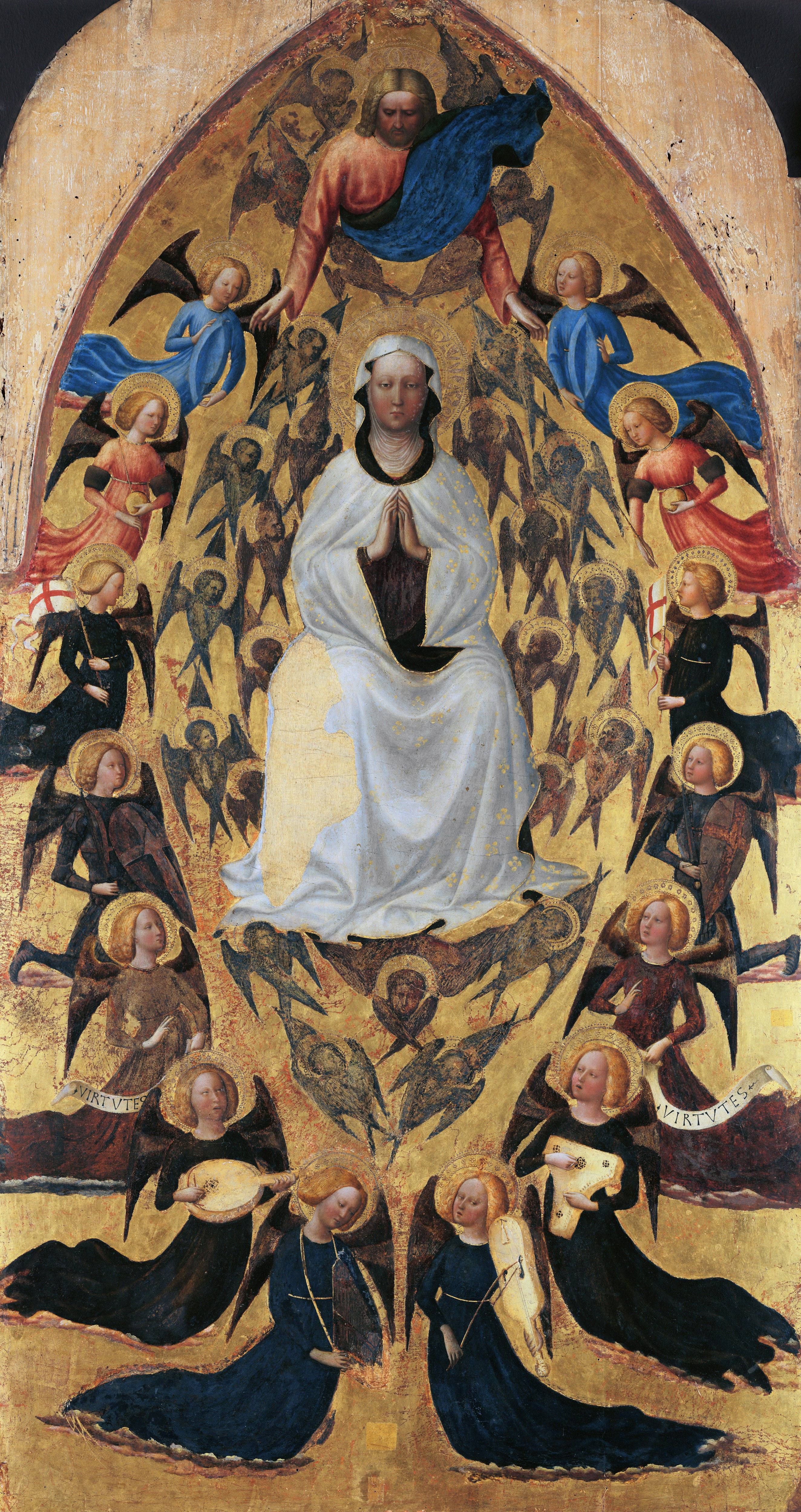
Masolino da Panicale, Assunzione (XV sec.)

L'Assunzione di Maria al cielo è uno dei quattro dogmi di fede mariani della Chiesa cattolica. Esso afferma che Maria, madre del Signore Gesù, al termine della sua vita terrena andò in Paradiso in anima e corpo.

Questo culto si è sviluppato a partire almeno dal V secolo, diffondendosi e radicandosi nella devozione popolare. Il 1º novembre 1950 il papa Pio XII, avvalendosi dell'infallibilità papale, proclamò il dogma con la costituzione apostolica Munificentissimus Deus con la seguente formula: 
(Pio XII, par. 44, Vaticano, 1 novembre 1950)
 Secondo la tradizione orientale ortodossa l'Assunzione di Maria fu preceduta solo da sonno profondo (Dormitio Virginis): ma la Dormizione di Maria non è oggetto di dogma, mentre la sua glorificazione in corpo ed anima è parte integrante della fede della Chiesa cattolica. La Vergine Maria beneficiò in anticipo di quella glorificazione del corpo che spetterà a tutte le anime salvate in Paradiso, dopo la risurrezione della carne compiuta da Dio per il Giudizio finale di salvezza o di condanna.
È una solennità celebrata il 15 agosto dalle Chiese cristiane che accettano questo articolo di fede (cattolici romani e ortodossi) e - corrispondendo per la Vergine a ciò che per gli altri santi è il dies natalis (transito) - costituisce la festa principale della Madonna, la solennità mariana per eccellenza dell'anno liturgico. Secondo una credenza popolare, in questo giorno Dio elargirebbe agli uomini abbondanti grazie e benedizioni. Il 31 dicembre 1950 papa Pio XII fece aggiungere alle Litanie lauretane il titolo mariano di Regina in caelum assumpta (Regina assunta in cielo).

## Descrizione

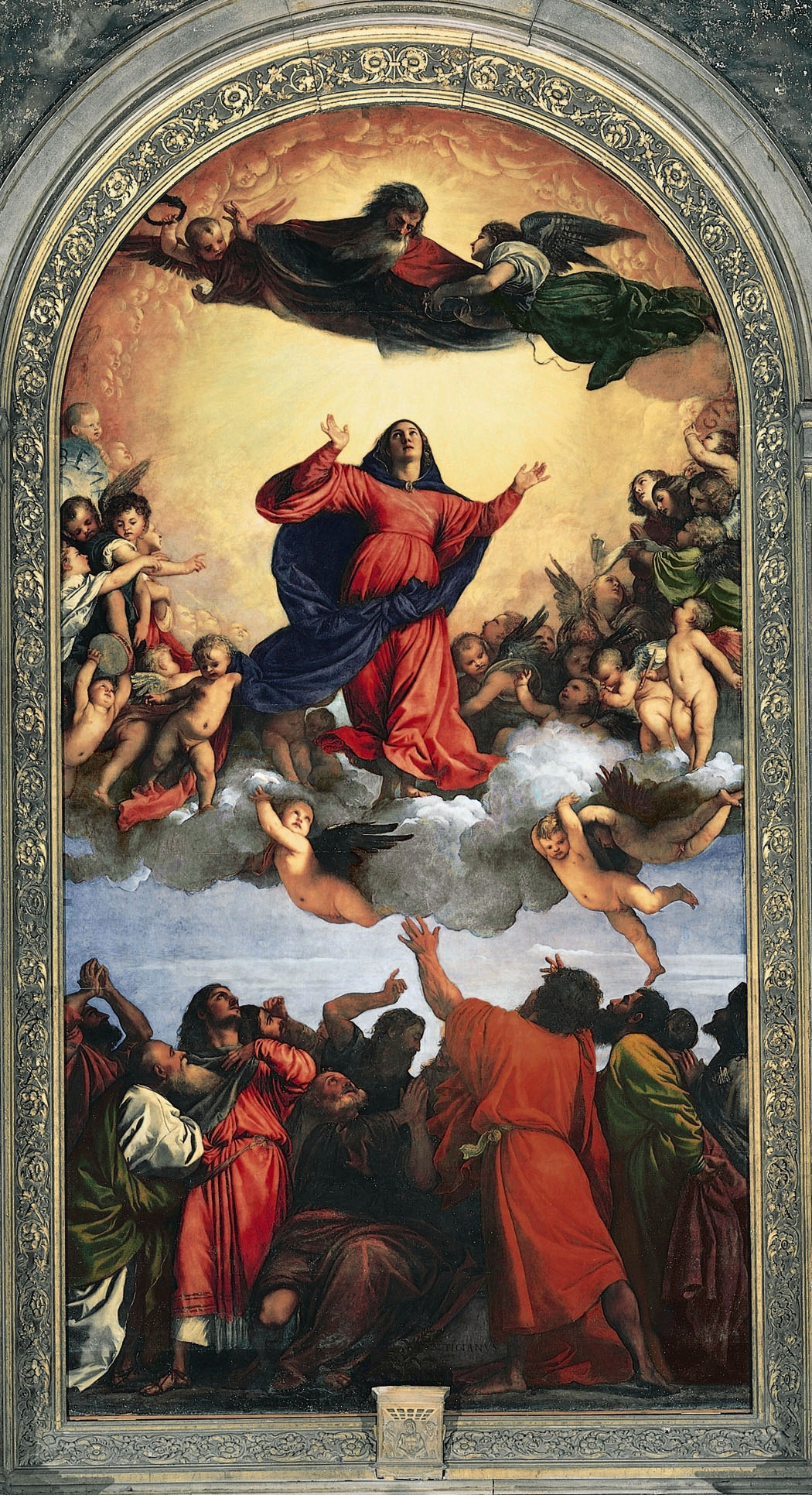
L'Assunzione dipinta da Tiziano Vecellio, Chiesa di Santa Maria dei Frari a Venezia

Secondo il dogma, Maria, la madre di Gesù, terminato il corso della vita terrena, fu portata in Paradiso, sia con l'anima sia con il corpo; cioè fu assunta, accolta in cielo. L'Assunzione, nel pensiero cattolico, è un'anticipazione della risurrezione della carne, che per tutti gli altri uomini avverrà soltanto alla fine dei tempi, con il Giudizio universale. È quindi differente dall'approdo in Paradiso riconosciuto ai vari Santi, i quali hanno raggiunto la beatitudine celeste solo con l'anima. Questo, tra l'altro, giustifica le numerose apparizioni di Maria nel corso del tempo in tutto il mondo, che la Chiesa cattolica, nei casi in cui le riconosce credibili, lo fa anche riguardo al fatto che la Madonna appare realmente in carne e ossa.
Al riguardo non è contraddittorio il fatto che Maria sia apparsa nei vari secoli e continenti con aspetto fisico differente: la Chiesa cattolica crede e professa che il corpo con cui i redenti vivono la beatitudine eterna è un corpo "glorificato", cioè, pur essendo lo stesso corpo che si aveva nell'esistenza terrena, esso non è soggetto alla relativizzazione spazio-temporale né alla caducità così come a nessuna legge fisica.
La Chiesa cattolica professa che Maria è stata assunta in corpo e anima in cielo già ora, prima della seconda venuta del Cristo. Ciò è possibile perché Maria, secondo la Chiesa cattolica, è stata l'unica persona a essere preservata dal peccato originale che ha coinvolto tutta l'umanità. Per questo, la tradizione, e poi il dogma che ne è scaturito, dell'Assunzione di Maria sono in stretta connessione logica con i loro corrispettivi inerenti all'Immacolata Concezione, secondo cui appunto Maria fu preservata dal peccato originale alla sua nascita, anche qui unica con Gesù tra l'umanità dopo il peccato originale, anche se la tradizione dell'Immacolata Concezione è successiva nel tempo rispetto a quella dell'Assunzione, e anche più elaborata e discussa teologicamente. Tuttavia, paradossalmente, il dogma dell'Assunzione di Maria è successivo a quello dell'Immacolata, anzi, è in ordine di tempo, l'ultimo dogma della Chiesa cattolica, essendo stato proclamato dal papa Pio XII solamente il 1º novembre 1950, quasi un secolo dopo quello dell'Immacolata Concezione, proclamato dal papa Pio IX nel 1854.
Queste le parole di Pio XII nella solenne proclamazione:
«Pertanto, dopo avere innalzato ancora a Dio supplici istanze, e avere invocato la luce dello Spirito di Verità, a gloria di Dio onnipotente, che ha riversato in Maria vergine la sua speciale benevolenza a onore del suo Figlio, Re immortale dei secoli e vincitore del peccato e della morte, a maggior gloria della sua augusta Madre e a gioia ed esultanza di tutta la chiesa, per l'autorità di nostro Signore Gesù Cristo, dei santi apostoli Pietro e Paolo, pronunziamo, dichiariamo e definiamo essere dogma da Dio rivelato che:
l'immacolata Madre di Dio sempre vergine Maria, terminato il corso della vita terrena, fu assunta alla gloria celeste in anima e corpo».
Questo fatto non deve sorprendere: contrariamente al pensare comune, i dogmi più che essere imposizioni dall'alto ai credenti sono riconoscimenti e ufficializzazioni di fede e tradizioni già diffuse nel seno della comunità della Chiesa; spesso sono stati proclamati non per affermare un nuovo fatto di fede ma per difendere una tradizione già esistente da attacchi teologici ritenuti eretici.
Riguardo all'Assunzione l'antica tradizione, unanimemente accettata da parte della Chiesa cattolica, non necessitava di nessuna difesa e quindi la relativa proclamazione del dogma è stata fatta solo nel XX secolo, sollecitata dalla pressione che la critica scientista moderna ha operato su tutti gli aspetti della fede cattolica.
L'Assunzione di Maria è il quarto mistero della gloria nella devozione del Santo Rosario.

### Storia della dottrina
Lo scritto più antico riferibile alla dottrina dell'Assunzione di Maria in cielo, è il Liber Requiei Mariae, pervenutoci intatto in una traduzione in lingua etiopica, probabilmente del quarto secolo, può essere datato al più presto nel secolo ancora precedente. Le più antiche versioni del testo sono pervenute in alcuni manoscritti in lingua siriaca del V e VI secolo, ma probabilmente il testo etiope risale al IV secolo.
Altro testo antico sono i sei libri della dormizione, e le prime traduzioni a noi note sono diversi manoscritti in lingua sirica del 500-600, sebbene il testo presumibilmente risalga al quarto secolo.

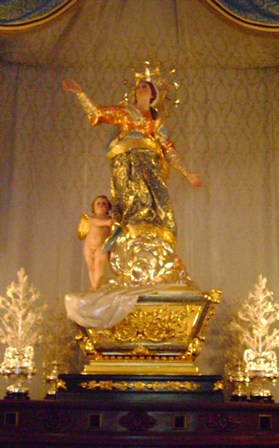
Statua dell'Assunzione, 1808 opera di Mariano Gerada, Għaxaq, Malta

Sulla base di questi apocrifi cristiani fu composto, a cavallo del sesto secolo, il De Obitu S. Dominae attribuito a san Giovanni il Teologo. Al contrario, una tradizione secolare della Chiesa cattolica e ortodossa ritiene san Giovanni il Teologo un titolo di san Giovanni apostolo ed evangelista, datando il libro dell'Apocalisse in modo coerente: san Giovanni apostolo ed evangelista detto il Teologo, cui a Patmo è consacrato un monastero dell'anno 1000. Il calendario romano contempla un unico santo.
Le prime indicazioni sull'Assunzione di Maria risalgono al periodo compreso tra la fine del IV secolo e la fine del V.
- Efrem il Siro († 373) sosteneva che il corpo di Maria non avesse subito corruzione dopo la morte. La sua illibatezza e verginità perpetua fu l'anticipo dell'assenza di corruzione data dalla mancata decomposizione del suo corpo.[16]
- Timoteo di Gerusalemme (IV secolo) scriveva che la Vergine era rimasta immortale perché il Cristo l'aveva trasferita nei luoghi della sua ascensione.
- Epifanio di Salamina († 403) affermava che la fine terrena di Maria fu "piena di prodigio" e che quasi certamente la Vergine possedeva già con la carne il regno dei cieli.
- L'operetta siriaca Obsequia Beatae Virginis riferiva che l'anima di Maria, subito dopo la morte, si era riunita nuovamente al corpo.

Tra gli apocrifi di quest'epoca i più noti sono:
- La Dormizione della Santa Madre di Dio, attribuita a san Giovanni il Teologo, ovvero l'Apostolo ed Evangelista (VI secolo).
- Il Transito della Beata Maria Vergine, attribuito a Giuseppe di Arimatea[senza fonte] e da un'altra tradizione a san Melitone vescovo di Sardi (190 d.C.)[18]. Una parte degli studiosi invece data il testo al V secolo[senza fonte]. Esso è un'esposizione teologica delle tradizioni tramandate dal Liber Requiei Mariae.

Il Decretum Gelasianum (titolo: De liber recipiendis et non recipiendis, anno 494) dichiarò fra gli apocrifi un Liber qui appellatur Transitus sanctae Mariae. Fu attribuito a Giovanni apostolo ed evangelista. Del libro esisteva un solo manoscritto alla Bibliotheca Bonnensis, senza nessun elemento di attribuzione autoristica o di datazione. Il libro era stato rinominato da san Melitone vescovo di Sardi con il titolo De transitu Virginis Mariae [senza la parola Beatae], per mantenere nel tempo distinta memoria del testo originale rispetto alle eresie di tale Leucio, che scriveva contro gli Atti degli Apostoli, così come contro Maria Vergine, mentre il testo Transitus Sanctae Mariae del decreto era prima di allora ignoto e mai ricordato dai Padri della Chiesa (p. III).
Se è vero che entrambi ebbero lunghissima vita non si può escludere che Melitone ancora infante abbia visto di persona Giovanni apostolo in tardissima età: tra i cristiani era fama che Giovanni avesse terminato il suo mandato apostolico come vescovo di Efeso (IV,).
Engeri dubita se lo scritto fosse di Melitone di Sardi (lat. Melito, -onis), oppure di Mellito vescovo di Laodicea (lat. Mellito, episcopo Laodiceno), autore di un codice apocrifo sulla passione di Giovanni (IV,). Entrambi concordano nell'affermare che Maria rimase a Gerusalemme e non a Efeso (senza accenno a morte o Assunzione). Contro di loro, nel IV secolo, argomentò sant' Epifanio di Salamina (morto nel 403 d.C.), secondo il quale Maria visse a Gerusalemme in casa di Giovanni, e poi lo seguì nella sua predicazione in Asia fino ad Efeso, senza che nulla di certo sulla fine di Maria si possa dire, pur essendo persuaso che Elìa l'abbia assunta in cielo (VI,).
Narra il Transito della Beata Maria Vergine che la Madonna aveva chiesto al Figlio di avvertirla della morte tre giorni prima. La promessa fu mantenuta: il secondo anno dopo l'Ascensione, Maria stava pregando quando le apparve l'angelo Gabriele. Teneva un ramo di palma e le disse: "Fra tre giorni sarà la tua assunzione". La Madonna convocò al capezzale Giuseppe d'Arimatea e altri discepoli del Signore e annunciò loro la sua morte.
In quel momento Satana istigò gli abitanti di Gerusalemme che presero le armi e si diressero contro gli apostoli per ucciderli e impadronirsi del corpo della Vergine che volevano bruciare. Ma una cecità improvvisa impedì loro di attuare il proposito e finirono per sbattere contro le pareti. Gli apostoli fuggirono con il corpo della Madonna trasportandolo fino alla valle di Giosafat dove lo deposero in un sepolcro: in quell'istante - narra il Transito della Beata Maria Vergine - li avvolse una luce dal cielo e, mentre cadevano a terra, il santo corpo fu assunto in cielo dagli angeli.
Secondo san Giuseppe di Arimatea, uno degli apostoli, spesso identificato con Tommaso, non era presente alla morte di Maria, ma il suo arrivo tardivo provoca la riapertura della tomba della Vergine, che viene trovata vuota, ad eccezione dei suoi vestiti funebri. Successivamente, Maria lascia cadere la sua cintura dall'alto verso l'apostolo come testimonianza dell'evento.  Questo episodio è raffigurato in molti dipinti successivi dell'Assunzione.
L'insegnamento dell'Assunzione di Maria si diffuse rapidamente in tutto il mondo cristiano, essendo stato celebrato già nel V secolo e stabilito in Oriente dall'imperatore Maurizio intorno al 600 d.C.

### Insegnamento della Tradizione
(san Giovanni Damasceno)

### Definizione e proclamazione del Dogma

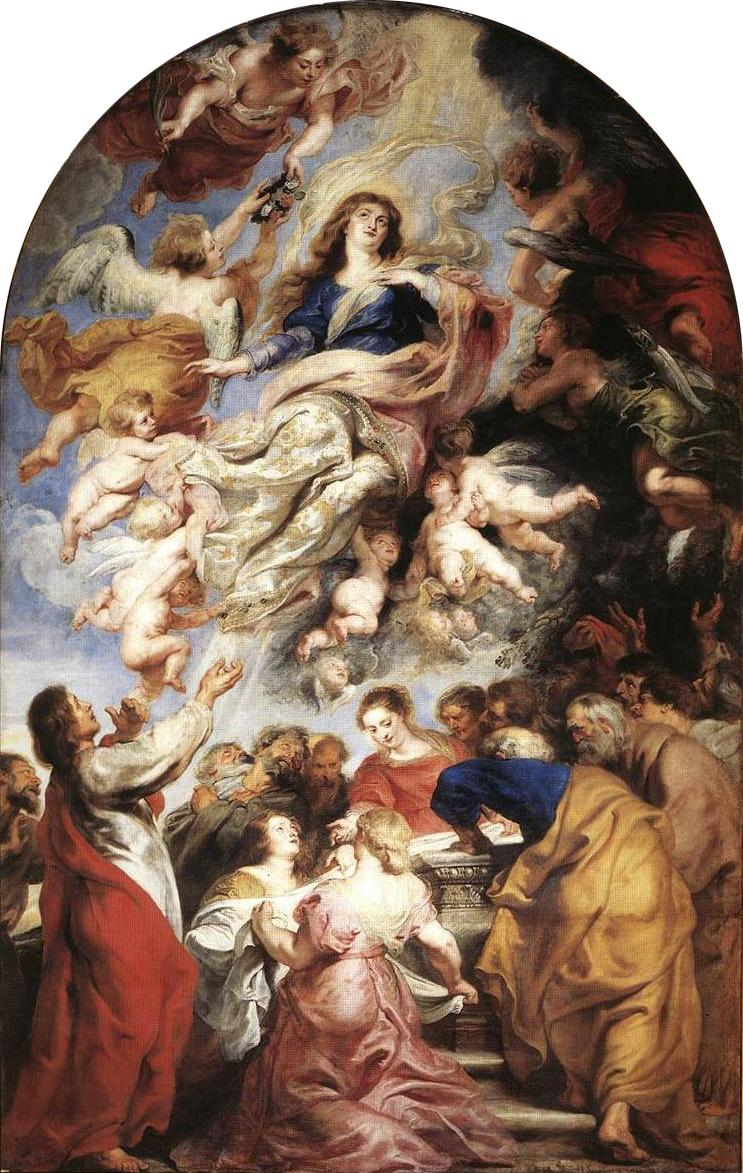
Assunzione della Vergine di Rubens nella Cattedrale di Anversa, 1626

Il dogma cattolico è stato proclamato dal papa Pio XII il 1º novembre 1950, anno santo, attraverso la costituzione apostolica Munificentissimus Deus.

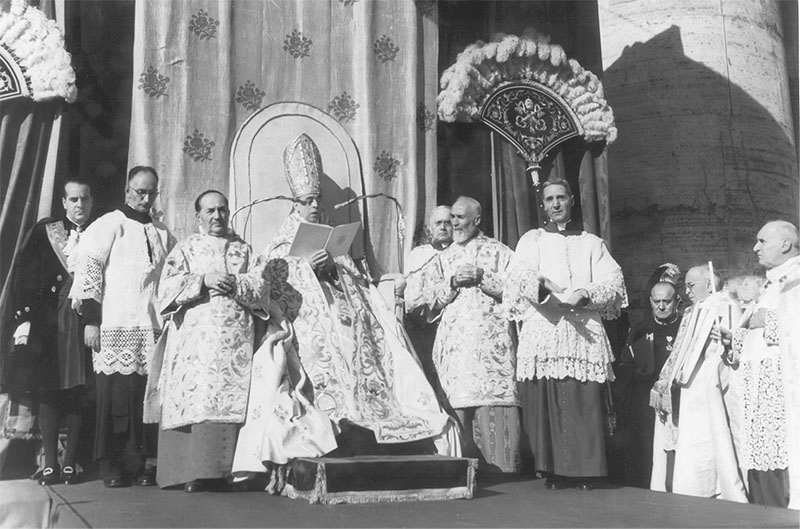
Il papa Pio XII proclama la definizione dogmatica dell'Assunzione di Maria il 1º novembre 1950

Si tratta dell'unico dogma proclamato da un Papa nel XX secolo. Questo è il passaggio finale del documento, con la solenne definizione dogmatica:
Perciò, se alcuno, che Dio non voglia, osasse negare o porre in dubbio volontariamente ciò che da Noi è stato definito, sappia che è venuto meno alla fede divina e cattolica.»
(Munificentissimus Deus)
Prima di proclamare il dogma Pio XII promosse una consultazione di tutti i vescovi cattolici del mondo, che espressero un parere favorevole quasi plebiscitario. Solo ventidue vescovi manifestarono qualche riserva. Giacinto Tredici fu l'unico vescovo italiano a esprimere parere contrario alla proclamazione del dogma dell'assunzione della Madonna, non perché non ne condividesse il contenuto, ma perché pensava che l'introduzione di un nuovo dogma mariano non fosse necessaria e avrebbe reso più difficile il dialogo ecumenico con i protestanti. Secondo alcuni teologi, la proclamazione di questo dogma sarebbe l'unica occasione in cui un pontefice ha fatto uso dell'infallibilità papale ex cathedra, definita formalmente nel 1870. La Chiesa riconosce che in questa specifica occasione il papa ha proclamato un dogma esercitando l'ufficio di pastore e dottore di tutti i cristiani, e quindi con il carisma dell'infallibilità.

#### Commenti alla proclamazione del dogma

##### Commenti del Papa
Il Papa fece accompagnare il testo di proclamazione del dogma dalla seguente nota:
()

##### Altri commenti
Il dogma mariano pone la Vergine, prima fra gli esseri umani, al cospetto divino, così come la tradizione secolare nota come iperdulia ha riservato uno speciale ruolo e devozione alla Santissima Madre di Dio, che tuttavia resta un essere umano e quindi non è nessuna delle tre persone divine.
La perfetta associazione di Maria a Cristo si desume da alcuni passi biblici come Genesi 3,15 (la vittoria promessa alla donna sulla stirpe di Satana), Luca 1,28, Apocalisse 12 (il carattere celeste del popolo di Dio è vittorioso e include la madre di Dio). Anche 1 Corinzi 15,20-23 è stato inteso come un riferimento implicito a Maria come parte delle "primizie" che avrebbero dovuto morire dopo Gesù prima della fine dei tempi.  La gloria era lo sviluppo escatologico della grazia di cui la Vergine era stata colmata già prima dell'Annunciazione.
Così come era avvenuto per Gesù Cristo, con l'Ascensione corporea al cielo, anche la glorificazione celeste di Maria culmina con la sua incoronazione a Regina degli Angeli, dei Santi e dell'intero Universo, che in parte sono titoli mariani ufficiali delle Litanie lauretane.
L'anticipo della glorificazione del corpo rispetto alla risurrezione della carne è la giusta retribuzione divina per la totale assenza di peccato originale, concupiscenza/peccati propri durante l'intera vita terrena (assenza di peccati professata dalla Chiesa cattolica) e per la santità esemplare delle virtù. Essa è anche ciò che consente a Maria di continuare a servire pienamente il Figlio fino alla fine dei tempi ed esercitare la sua materna mediazione -corporea e materiale, ma di un corpo glorificato e spiritualizzato- ad esempio nei luoghi delle apparizioni mariane, talora riconosciute, ma non vincolanti per la fede.

##### Carl Gustav Jung
Lo psicanalista Carl Gustav Jung rimase impressionato dalla proclamazione del dogma. Ritenendola "l'evento più rilevante della storia del cristianesimo dai tempi della riforma", definì tale proclamazione "petra scandali per una mente priva di sensibilità psicologica", affermando che tuttavia "il metodo che il Papa adopera per dimostrare la verità del dogma ha senso per la mente psicologica". Nel nuovo dogma Jung interpretava ed apprezzava in particolare l'estensione simbolica della Trinità a "quaternità" che si apriva finalmente alla dimensione femminile e, quindi, alla totalità.

### L'Assunzione nelle confessioni cristiane non cattoliche
La Chiesa ortodossa crede fermamente e celebra con grande fasto e partecipazione questo mistero di fede sotto il nome di "Dormizione di Maria", il 15 agosto, al termine di un periodo di digiuno di 14 giorni. L'episodio della dormizione è descritto con dovizia di particolari nelle icone bizantine. Un grande affresco della dormizione è tradizionalmente posto sopra l'ingresso alla navata delle chiese Ortodosse e cattoliche di rito bizantino. Dormizione e Assunzione sono sostanzialmente sinonimi.
Le Chiese protestanti non credono nell'Assunzione di Maria, ritenendo che non se ne possa ravvisare prefigurazione nell'Antico Testamento né menzione nel Nuovo Testamento.
In particolare la chiesa anglicana non professa né l'Assunzione né la Dormizione, che non fanno parte della sua dottrina e sono rigettate dalla maggior parte dei membri; solo una piccola parte degli anglicani la accetta come uno degli adiaphora, e nella "Chiesa alta" si propende per la seconda più che per la prima; alcune Chiese che partecipano alla Comunione anglicana la celebrano come festività (sotto differenti denominazioni).
La Commissione internazionale cattolica/anglicana (ARCIC), un organo di dialogo teologico ecumenico, in un documento di discussione del 2005 (non vincolante né per la Chiesa cattolica, né per la Comunione anglicana) ha però rilevato che il dogma dell'Assunzione di Maria "è compatibile con le Scritture".
Alcune altre Chiese cristiane accettano il dogma in anima e corpo, con dormizione oppure senza pronunciarsi in merito.

### Rispetto alla Chiesa cattolica
Papa Giovanni Paolo II espresse la posizione mortalista in un suo discorso pubblico. Molti teologi osservano, a titolo di confronto, che nella Chiesa cattolica l'assunzione è definita dogmaticamente, mentre nella tradizione ortodossa orientale la Dormizione è definita in modo meno dogmatico e più liturgico e mistico. Tali differenze derivano da un modello più ampio presente nelle due tradizioni, in cui gli insegnamenti cattolici sono spesso definiti in modo dogmatico e autorevole – in parte a causa della struttura più centralizzata della Chiesa cattolica – mentre nell'ortodossia orientale molte dottrine sono meno autorevoli.

### Chiesa luterana
La festa dell'Assunzione di Maria è stata mantenuta dalla Chiesa luterana dopo la Riforma. Il Culto liturgico luterano designa il 15 agosto come festa minore denominata “Maria, Madre del Signore”, mentre l'attuale Libro di culto luterano la chiama formalmente “Santa Maria, Madre del Signore”.

## Culto

### Festa dell'Assunzione nella liturgia

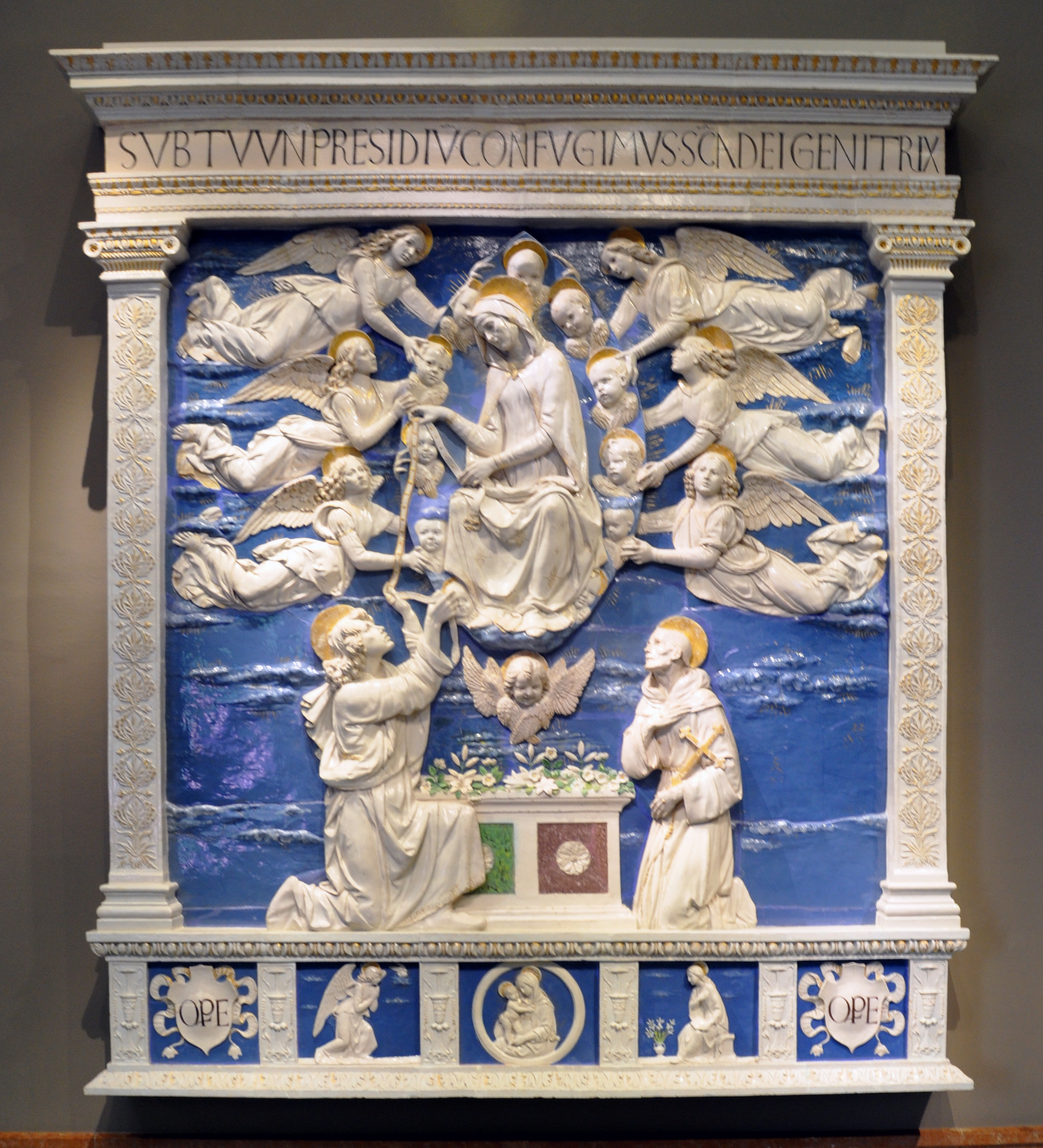
La scena dell'Assunzione nel bassorilievo della Madonna della Cintola di Andrea della Robbia

L'assunzione di Maria è festeggiata nel calendario cattolico il 15 agosto, festa di precetto, riconosciuta in alcuni paesi come giorno non lavorativo. Corrispondendo per la Vergine a ciò che per gli altri santi è il dies natalis e che per Gesù Cristo è la Pasqua di Risurrezione, tale solennità è considerata la festa principale della Madonna, la più importante ricorrenza mariana dell'anno liturgico.
Nella stessa data la Chiesa ortodossa e la Chiesa apostolica armena celebrano l'analoga festa della Dormizione di Maria.
La data del 15 agosto risale con probabilità alla dedicazione di una chiesa a Maria in Gerusalemme.
In particolare, nella liturgia cattolica, la solennità dell'Assunzione della Vergine, rappresentando la Pasqua di Maria, è l'unica solennità mariana ad essere dotata di una Messa Vigiliare propria, con formulario e lezionario diversi da quella del giorno, con grande ricchezza liturgica (come avviene soltanto per poche altre solennità: Natale, Epifania, Pasqua, Ascensione, Pentecoste, Natività di san Giovanni Battista e santi Pietro e Paolo). Inoltre, dopo che la riforma liturgica ha abolito tutte le ottave (tranne quelle di Natale e Pasqua), la Chiesa ha voluto comunque dotare anche la solennità dell'Assunzione "di un prolungamento festoso nella celebrazione della beata Maria Vergine Regina, che ricorre otto giorni dopo, nella quale si contempla colei che, assisa accanto al Re dei secoli, splende come Regina e intercede come Madre", come spiegato da papa Paolo VI nell'Esortazione Apostolica Marialis Cultus.
| Messa                          | Letture |
| ------------------------------ | --- |
| Messa vespertina nella vigilia | Prima lettura: 1Cr 15,3-4.15-16; 16,1-2 Salmo responsoriale: Sal 132 (131) Seconda lettura: 1Cor 15,54-57 Vangelo: Lc 11,27-28 |
| Messa del giorno               | Prima lettura: Ap 11,19a; 12,1-6a.10ab Salmo responsoriale: Sal 45 (44) Seconda lettura: 1Cor 15,20-27a Vangelo: Lc 1, 39-56   |

### Festa dell'Assunzione nel sentimento popolare

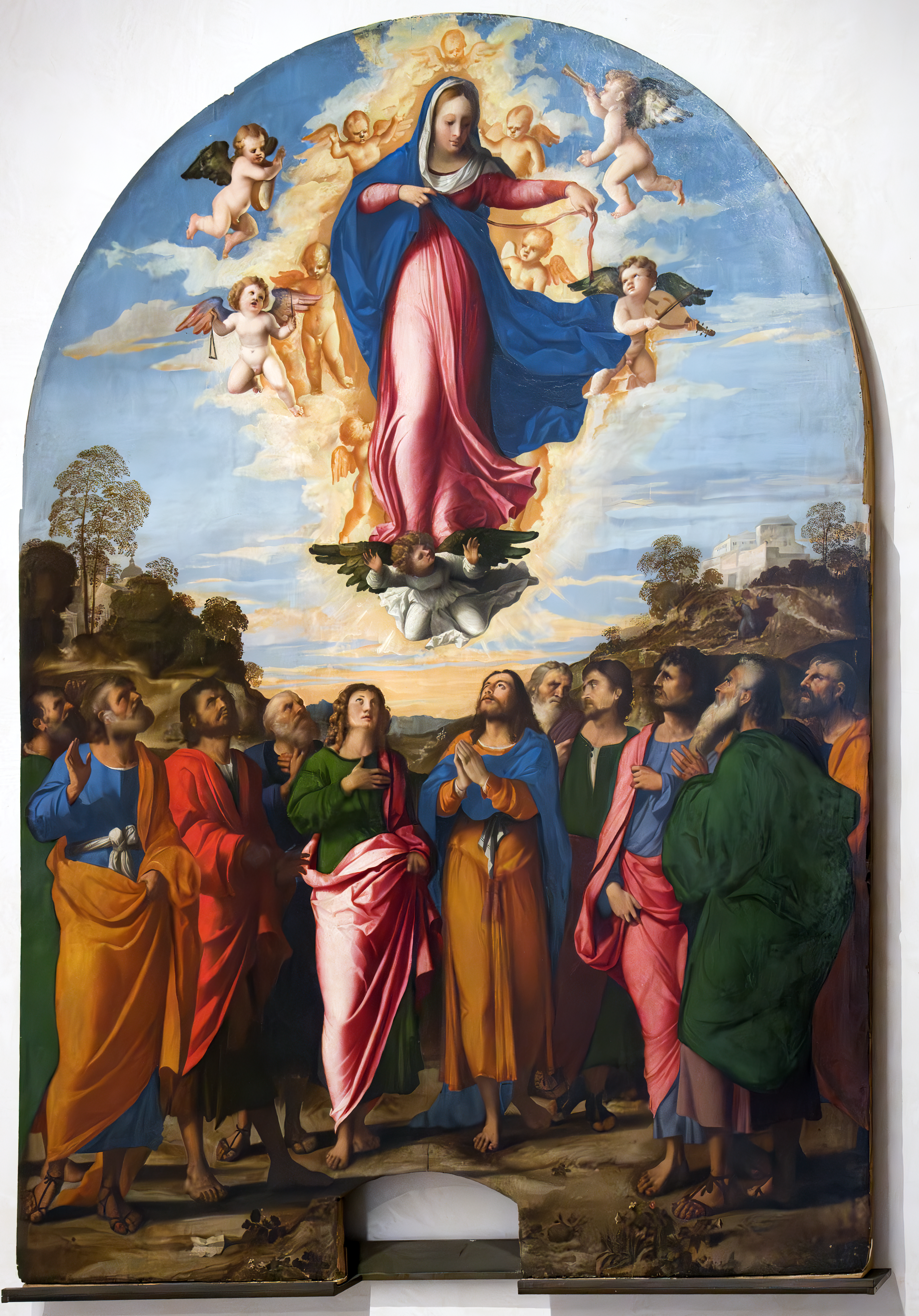
L'Assunzione della Vergine di Palma il Vecchio, gallerie dell'Accademia a Venezia

In accordo con il sentimento espresso dalla liturgia, anche la pietà popolare ha riservato grandissimo onore al giorno dell'Assunzione della Vergine Immacolata in Cielo, tanto che "alcune persone passano tutta la giornata dell’Assunta in preghiera, nella disposizione d’animo migliore", in quanto si crede che in questo giorno Dio voglia distribuire con munificenza divina ogni sorta di doni e di grazie; a questo proposito il teologo domenicano Angelo Bellon spiega che "nell’Antico Testamento si legge che il giorno in cui il re Assuero prese Ester come moglie e la incoronò regina volle che tutti fossero contenti e per questo proclamò per tutte le province dell’impero una giornata di riposo e fece distribuire a tutti doni con munificenza regale, e cioè doni degni di un re per la loro preziosità; ebbene, Ester nell’Antico Testamento è prefigurazione di Maria, la Madre di Gesù; (...) allora nel giorno dell’Assunzione di Maria Dio vuole fare per la Madonna quello che era stato prefigurato con Ester: proclama per tutte le province del suo impero una giornata di riposo e fa distribuire a tutti doni non solo con munificenza regale, ma con munificenza divina", donando la pace, che nella Sacra Scrittura - secondo la Bibbia di Gerusalemme - è "integrità fisica, felicità perfetta, liberazione dai mali portata dal Messia".

### Diffusione
Il 15 agosto è la festa nazionale dedicata all'Assunzione nei seguenti Paesi: Andorra, Austria, Belgio, Burundi, Camerun, Repubblica Centrafricana, Cile, Repubblica del Congo, Costa d'Avorio, Croazia, Colombia, Costa Rica, Cipro, Timor Est, Francia, Gabon, Grecia, Georgia, Repubblica di Guinea, Haiti, Italia, Libano, Liechtenstein, Lituania, Lussemburgo, Repubblica di Macedonia del Nord, Madagascar, Malta, Mauritius, Monaco, Montenegro (per i cattolici albanesi), Paraguay, Polonia (in coincidenza con il giorno dell'esercito polacco), Portogallo, Romania, Ruanda, Senegal, Seychelles, Slovenia, Spagna, Siria, Tahiti, Togo e Vanuatu; e lo è stato anche in Ungheria fino al 1948.
È anche un giorno festivo in alcune parti della Germania (parti della Baviera e della Saarland) e della Svizzera (in 14 dei 26 cantoni) e in Bosnia (nella zona croata). In Guatemala, è osservato come festività a Città del Guatemala e nella città di Santa Maria Nebaj, dove è in entrambi i casi venerata come patrona.
Coincide con la Festa della mamma in Costa Rica e in parte del Belgio.
È un'importante festività religiosa per i cattolici e per gli ortodossi, ma non riconosciuta pubblicamente dallo Stato come giorno non lavorativo nella Repubblica Ceca, Irlanda, Filippine, Messico e Russia.
In Bulgaria è la principale festività cristiana dedicata alla Vergine.
La Vergine Assunta in Cielo è la santa patrona dell'isola di Malta. La sua festività si celebra il 15 agosto.
Nell'anglicanesimo e nel luteranesimo, la festa è generalmente preservata, ma senza ricorrere alla parola "assunzione".
Nelle Chiese ortodosse che osservano il calendario giuliano la festa ricade il 28 agosto.
Nei paesi di lingua tedesca e in alcuni paesi slavi (come la Polonia), l'usanza di benedire le erbe aromatiche è associata alla solennità dell'Assunzione della Beata Vergine Maria. Questa antica usanza “è stata associata alla Beata Vergine Maria, in parte a causa delle immagini bibliche ad essa associate, come la vite, la lavanda, il cipresso e il giglio, in parte perché vista come un fiore profumato per la sua virtù”, e in parte per il riferimento di Isaia al germoglio che spunta dal fianco di Iesse, che, nella genealogia, ha portato Gesù Cristo come frutto. L'usanza è legata anche alla tradizione della “Frauendreißiger” (che significa approssimativamente “trenta giorni della Madonna”), un periodo che dura fino all'8 settembre, festa della Natività di Maria. Questa tradizione rurale risale al fatto che in questo periodo dell'anno le erbe contengono livelli particolarmente elevati di oli essenziali e sono particolarmente salutari.

## Immagini dell'Assunta

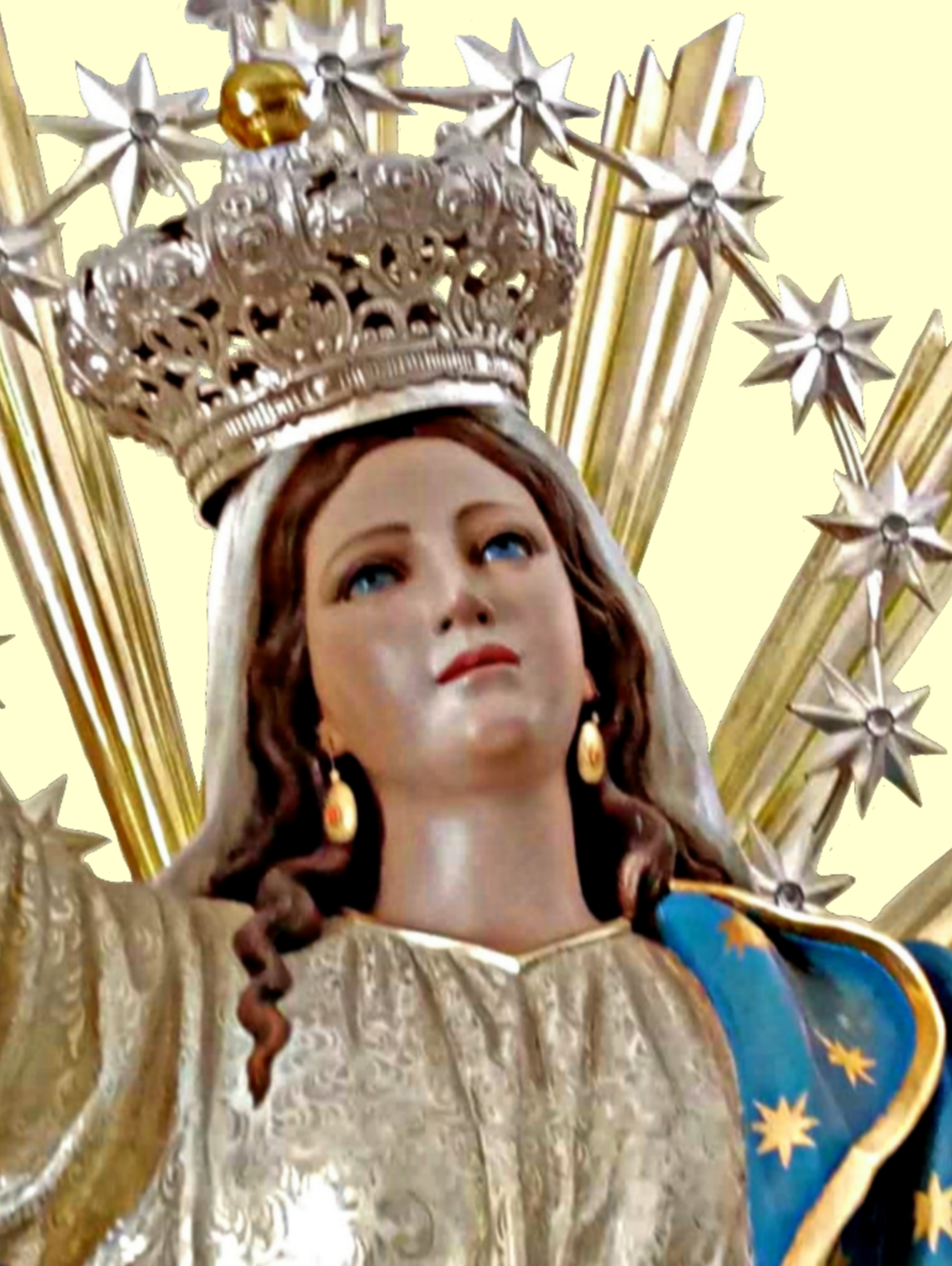
Madonna Assunta, Chiesa dell'Assunta, Nizza di Sicilia, particolare.
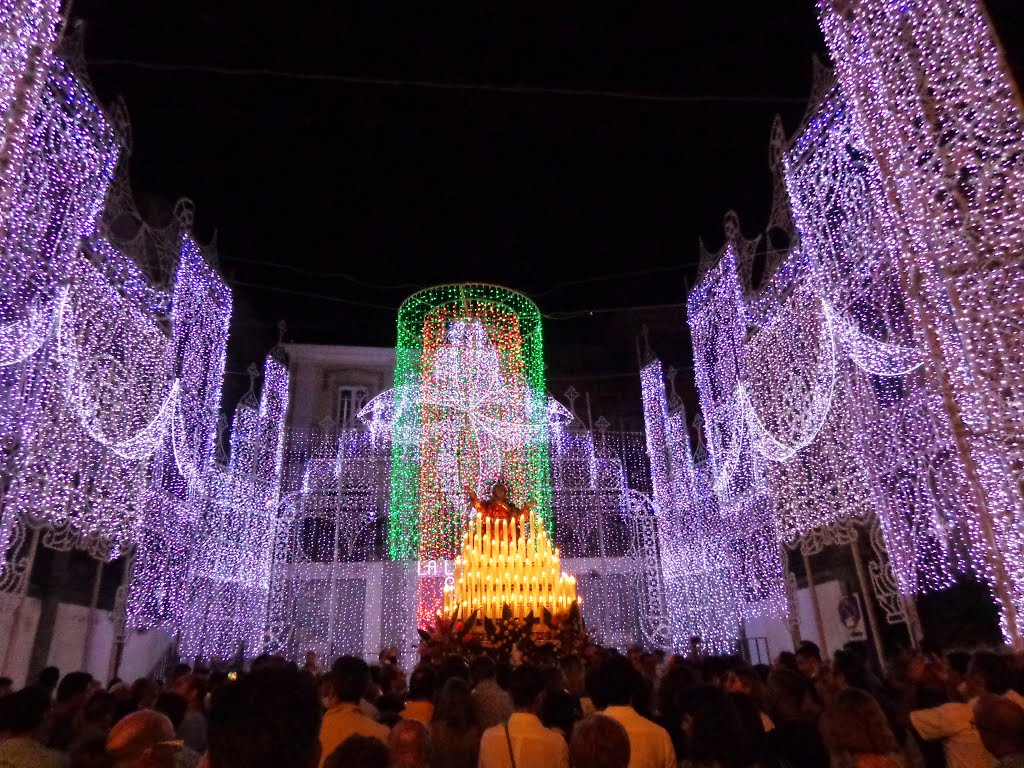
Celebrazione dell'Assunta a Novara di Sicilia
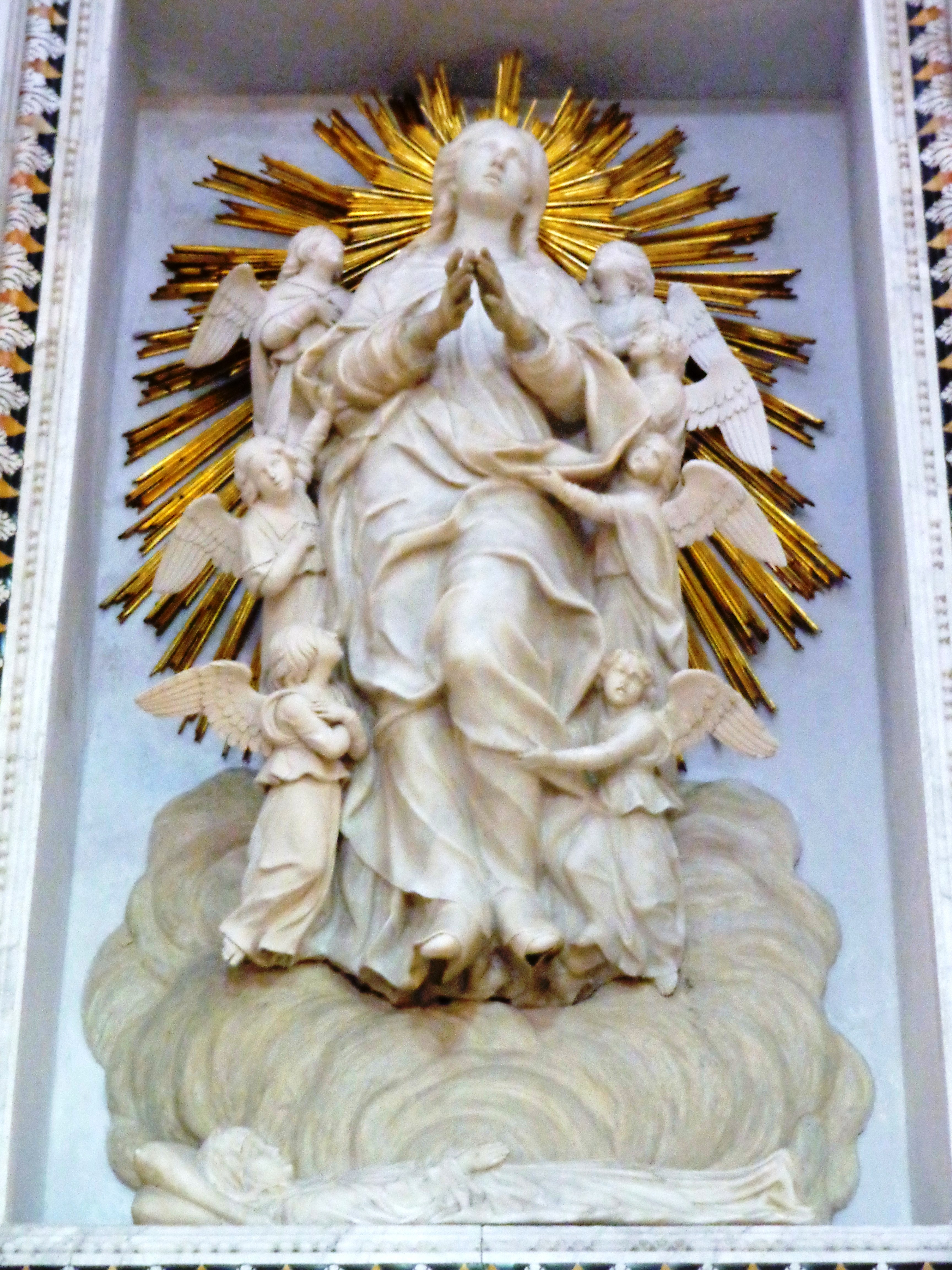
Statua dell'Assunta nella Cattedrale di Palermo
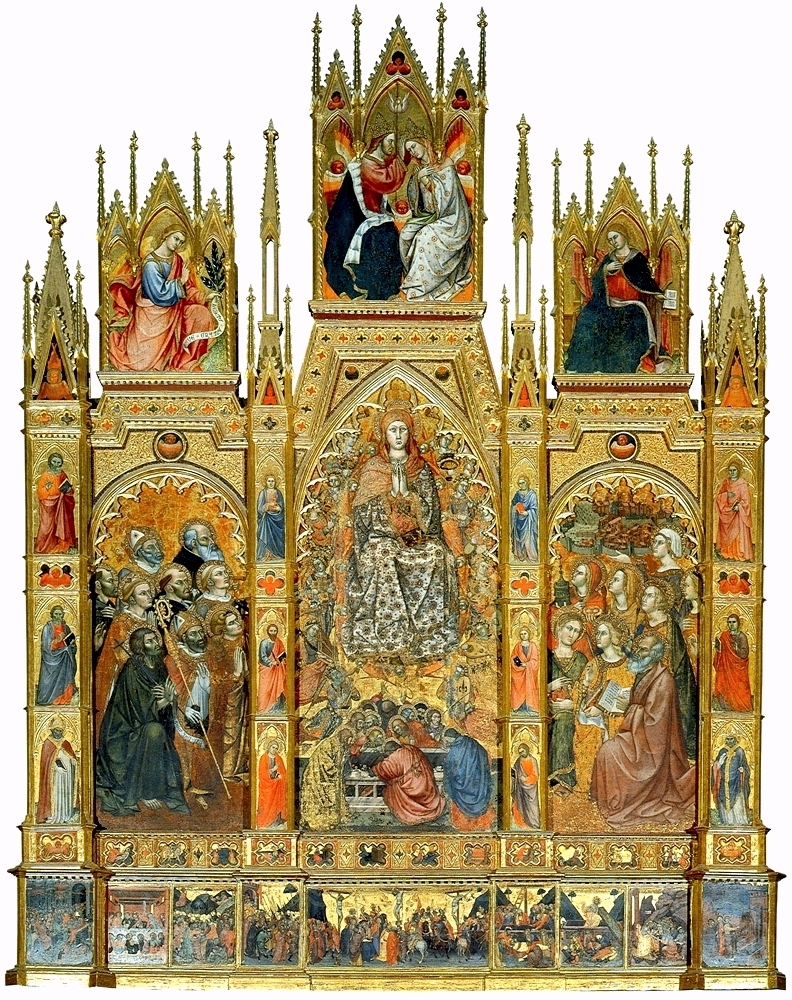
Trittico dell'Assunta nel Duomo di Montepulciano

## Congregazioni intitolate all'Assunzione

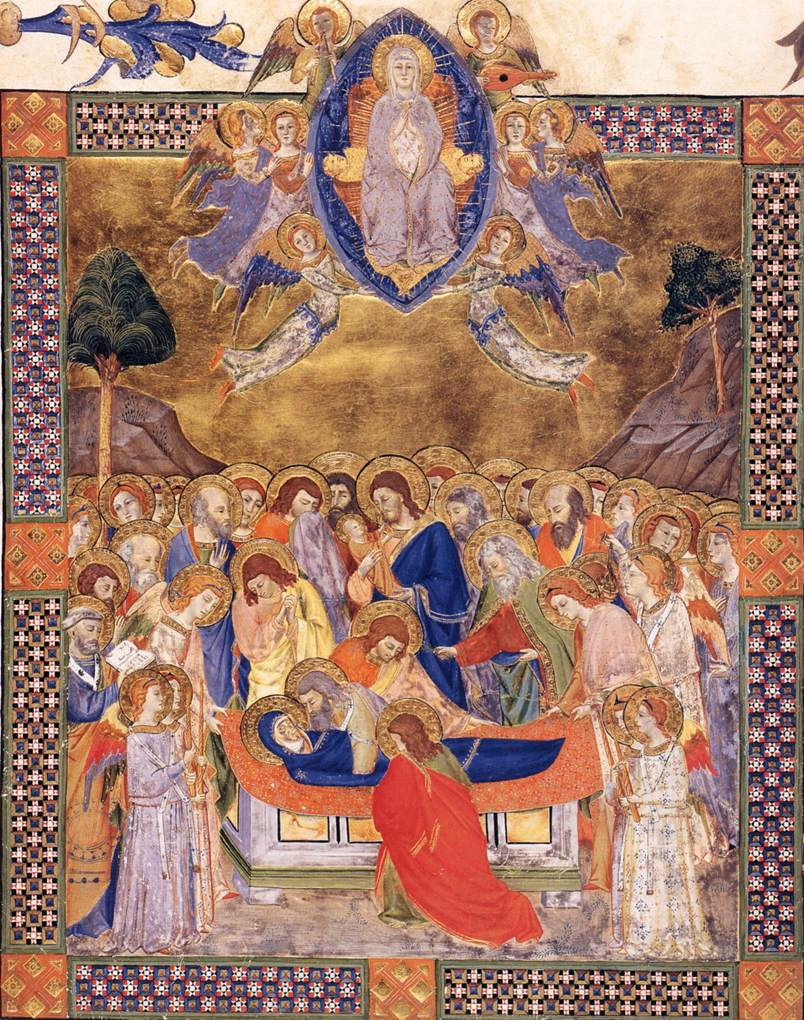
Pagina miniata da Silvestro dei Gherarducci con la scena della dormizione e assunzione della Vergine

Sono numerosi gli istituti religiosi dedicati all'Assunzione di Maria: gli Agostiniani dell'Assunzione, fondati a Nîmes nel 1850 da Emmanuel d'Alzon; le Suore di Santa Maria dell'Assunzione, fondata nel 1827 a Privas per l'a cura dei malati di mente; le Religiose dell'Assunzione, fondate nel 1839 a Parigi da Maria Eugenia Milleret de Brou; le Oblate dell'Assunzione sorte a Le Vigan nel 1865; le Piccole suore dell'Assunzione, fondate da Étienne Pernet a Parigi nel 1865; le Suore dell'Assunzione della Santa Vergine, fondate nel 1853 in Québec; le Figlie di Maria dell'Assunzione, fondate in Canada da Louis-Joseph-Arthur Melanson; le Suore di carità dell'Assunzione, sorte nel 1993 da un ramo delle Piccole suore dell'Assunzione.

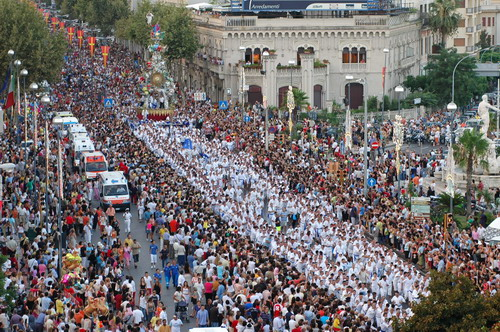
La processione della Vara dell'Assunta a Messina per Ferragosto

## L'Assunzione nell'arte
L'episodio dell'Assunzione di Maria è un tema spesso trattato nelle varie arti, pittorica, nelle varie tecniche dal disegno, alla pittura all'affresco, e in quella scultorea, nelle statue propriamente dette e negli alti e bassorilievi.
La più antica testimonianza della Dormizione è stata rinvenuta in un sarcofago del 330, posto all'interno della cripta di una chiesa a Saragozza.
L'Assunzione divenne un soggetto iconografico importante nella cristianità occidentale dopo il XII secolo e, soprattutto, dopo la Riforma protestante che rifiutava il ruolo di Maria come corredentrice e mediatrice di salvezza.
La raffigurazione più diffusa è la seguente: gli angeli portano la Vergine in cielo dove deve essere incoronata da Cristo, mentre gli apostoli stanno sotto disposti intorno alla sua tomba vuota, mentre la fissano con timore reverenziale.
Caravaggio, l'inventore del movimento barocco, fece scalpore raffigurandola come un cadavere in decomposizione, in opposizione alla dottrina promossa dalla Chiesa; esempi più conformi all'ortodossia includono opere di El Greco, Rubens, Annibale Carracci e Nicolas Poussin, che sostituì gli apostoli con putti che gettano fiori nella tomba.
Alcune tra le opere pittoriche che hanno per tema l'Assunzione sono le seguenti: Assunzione della Vergine tra i santi Miniato e Giuliano di Andrea del Castagno, Assunta Panciatichi di Andrea del Sarto, Assunzione della Vergine di Botticini, Assunzione della Vergine di Annibale Carracci, Assunzione della Vergine di Cimabue, Assunzione della Vergine del Correggio, Assunzione della Vergine di Donatello, Assunzione della Vergine con san Giovanni Battista e santa Caterina d'Alessandria di Fra Bartolomeo, Assunzione della Vergine di Ghiberti, Assunzione della Vergine di Mantegna, Assunzione della Vergine del Moretto, Assunzione della Vergine di Palma il Vecchio, Assunzione di Maria (Guido Reni, Castelfranco Emilia), Assunzione di Maria (Reni, Lione), Assunzione di Maria di Rosso Fiorentino, Assunzione della Vergine ad Anversa e Assunzione della Vergine a Vienna di Rubens e Assunzione della Vergine, Assunta di Tiziano, l'Assunta di Francesco Bassano nella Chiesa di San Luigi dei Francesi a Roma e l'Assunta e gli Apostoli di Giacomo Zoboli nella Cattedrale di Santa Maria Assunta (Brescia).
Nella chiesa di Santa Maria de' Francis, nella città di San Mauro Castelverde, nellaprovincia di Palermo, è conservata una icona in marmo del 1522, attribuita da Maria Accascina (1959c) a Francesco del Mastro. I bassorilievi della parte centrale ripropongo il ciclo dall'assunzione, infatti si presentano in ordine ascendente come di seguito:
1. Dormitio Virginis;
2. Assunzione di Maria Vergine;
3. Accoglienza in cielo da parte di Dio Padre;
4. Incoronazione di Maria Regina del Cielo e della Terra (nella lunetta superiore).

Inoltre, nella stessa chiesa è presente una statua lignea di Maria SS. Assunta realizzata da don Gaetano La Rizza nella seconda metà del XIX secolo, e un affresco dell'assunzione nella volta a botte del coro.
All'Assunzione di Maria hanno dedicato versi poetici: don Divo Barsotti, Domenico Giuliotti, Paul Claudel, Antonia Pozzi, Margherita Guidacci, Rainer Maria Rilke, Antonio Corsaro, Alda Merini, Clemente Rebora, Cesare Angelini.

## L'Assunzione nelle apparizioni mariane
Il 1º maggio 1950 il piccolo Gilles Bouhours riferì a Pio XII un presunto messaggio che la Vergine Maria gli avrebbe ordinato di comunicare al papa sul dogma dell'assunzione della Santa Vergine Maria. Si narra che Pio XII avrebbe chiesto a Dio, durante l’Anno Santo del 1950, un segno che potesse rassicurarlo che il dogma dell’Assunzione della Vergine fosse voluto effettivamente da Dio e quando Gilles comunicò il messaggio a Pio XII, questi considerò tale messaggio il segno tanto sperato. Sei mesi dopo l'udienza privata concessa a Gilles dal Pontefice, lo stesso Pio XII proclamerà il dogma dell’Assunzione al Cielo in anima e corpo della Beata Vergine Maria.

### Riferimenti
1. ↑   Munificentissimus Deus – Defining the Dogma of the Assumption, su vatican.va (archiviato dall'url originale il 4 settembre 2013).
2. 1 2   Antonio Sanfrancesco, Festa dell'Assunta, le cose da sapere., in famigliacristiana.it.
3. ↑   Assunzione di Maria Vergine, il sermone di Sant’Antonio, su confraternitasantantoniomolfetta.it (archiviato il 14 agosto 2023).. Nell''Ave Maria Ella è invocata come "piena di grazia" ed inoltre è venerata con il titolo mariano di "Mediatrice di ogni grazia divina".
4. ↑   Litanie Lauretane. Commento..., su stpauls.it (archiviato il 4 novembre 2008).
5. ↑   Carlo Laurenzi, Il dogma dell'Assunzione proclamato dinanzi a 600.000 fedeli, in La nuova Stampa, n. 260, Torino, La Stampa, 2º novembre 1950,  p. 3.
6. ↑   Munificentissimus Deus, su w2.vatican.va.
7. ↑  Stephen J. Shoemaker, Ancient Traditions of the Virgin Mary's Dormition and Assumption
8. ↑  (EN) Ancient Traditions of the Virgin Mary's Dormition and Assumption, su Oup.com, 19 ottobre 2006. URL consultato il 3 novembre 2013 (archiviato dall'url originale l'11 marzo 2007).
9. ↑  (Oxford: Oxford University Press, 2002, 2006). Una traduzione completa di questo antichissimo testo è riportata a pp. 290–350
10. ↑   "Six Books" Dormition narratives (PDF), su uoregon.edu. URL consultato il 3 novembre 2013 (archiviato dall'url originale il 24 marzo 2009).
11. ↑  William Wright, "The Departure of my Lady Mary from this World,"
12. ↑  (EN) The Departure of my Lady Mary from this World, (PDF), su uoregon.edu. URL consultato il 3 novembre 2013 (archiviato dall'url originale il 24 marzo 2009).
13. ↑  The Journal of Sacred Literature and Biblical Record, 6 (1865): 417–48 and 7 (1865): 108–60. Si veda anche Agnes Smith Lewis, ed., Apocrypha Syriaca, Studia Sinaitica, XI (London: C. J. Clay and Sons, 1902).
14. ↑   De Obitu S. Dominae, su uoregon.edu. URL consultato il 3 novembre 2013 (archiviato dall'url originale il 31 agosto 2009).
15. ↑  Per le fonti antiche e la storia degli studi vedere: Simon Claude Mimouni, Les traditions anciennes sur la Dormition et l’Assomption de Marie. Études littéraires, historiques et doctrinales, Leiden, Brill, 2011.
16. ↑   Vito Sibilio, Su alcuni aspetti della Mariologia medievale, in 1ª ed. on-line sul sito www.theorein.it (2003) reg. il 27.10.2004 ai sensi dell’art. 1 D.Lgs.Lgt. 31.8.1945; 2ª ed. a stampa su Marianum –Ephemerides Mariologiae LXVI (2004), 623-658; 3ª ed. nel forum www.latheotokos.it dell’I.S.S.R. San Luca di Catania (2009).. URL consultato il 27 settembre 2024.
17. ↑  Per le traduzioni italiane vedere le edizioni di Erbetta e Moraldi.
18. ↑   De Transitu Virginis, su uoregon.edu. URL consultato il 3 novembre 2013 (archiviato dall'url originale il 13 aprile 2009).
19. 1 2 3 4 5  (LT) Ioannis apostoli de Transitu Beatae Mariae Virginis Liber: Ex recensione et cum interpretatione Maximiliani Engeri, su google.it/libri, R. L.Friderichs, 1854,  p. 107.
«testo arabo a fronte, stampa dei caratteri arabi a cura di Carolus Georgi»
20. ↑  (EN) John Kitto, Henry Burgess,Benjamin H. Copper, Melito of Sardis, su The Journal of Sacred Literature and Biblical Record., google.it/libri, vol. 3, Parigi, A. Heylin, 1855,  p. 120.
21. ↑   (Ps.-)Joseph of Arimathea, The Passing of the Blessed Virgin Mary, su uoregon.edu.
22. ↑  Ante-Nicene Fathers. The Writings of the Fathers Down to A.D. 325, vol. 8 p. 594
23. ↑  Alban Butler, Paul Burns (1998). Butler's Lives of the Saints. ISBN 0860122573. pp. 140–141
24. ↑  Munificentissimus Deus - Bolla dogmatica per la definizione dell'Assunzione in corpo ed anima di Maria SS.ma in cielo (1º novembre 1950) | PIO XII Documento della solenne definizione dogmatica
25. ↑   M. Lovatti, Giacinto Tredici vescovo di Brescia in anni difficili, Brescia, Fondazione Civiltà Bresciana, 2009,  pp. 304-306.
26. ↑  Costituzione dogmatica Pastor Aeternus
27. ↑   L'Assunzione di Maria, ecco cosa festeggiamo, su avvenire.it.
28. ↑   Gn 3,15, su La Parola - La Sacra Bibbia in italiano in Internet.
29. ↑   Lc 1,28, su La Parola - La Sacra Bibbia in italiano in Internet.
30. ↑   Ap 12, su La Parola - La Sacra Bibbia in italiano in Internet.
31. ↑   1 Corinzi 15,20-23, su La Parola - La Sacra Bibbia in italiano in Internet.
32. 1 2 3   Antonio Ducay, 7 - L'assunzione corporea di Maria, in La prediletta di Dio: sintesi di mariologia, Area 15 - Scienze teologico-religiose, Aracne,  pp. 184-186,193-194, ISBN 9788854863477.
33. ↑  Altri riferimenti che illustrano una coerenza fra assunzione mariana e disegno divino sono:  At 2,24, su laparola.net. (la morte non poteva trattenere il corpo di Cristo);  Es 20,12, su laparola.net.;  Is 60,3, su laparola.net. (come dalla Vulgata: "Glorificherò il luogo dove poggiano i miei piedi");  Salmi 45,10, su laparola.net.;  Salmi 132,8, su laparola.net. ("Alzati tu Signore nel tuo riposo, tu e l'arca della tua santificazione);  Ct 3,6, su laparola.net..
34. ↑   Kecharitoméne, su latheotokos.it.
35. ↑  Dai tempi del Concilio di Efeso, l'iconografia cristiana "è solita rappresentare Maria come regina e imperatrice, seduta in trono e ornata con insegne regali, cinta il capo di corona e circondata di schiere di angeli e santi". Cfr. Pio XII, Ad Coeli Reginam, sezione II (EE6 n. 11152). Come citato in  Antonio Ducay, 7 - L'assunzione corporea di Maria, in La prediletta di Dio: sintesi di mariologia, Area 15 - Scienze teologico-religiose, Aracne,  p. 171, ISBN 9788854863477.
36. ↑  1 Petri 2:8
37. ↑  "[...] Jung, figlio di un pastore protestante, si dichiarò pieno di entusiasmo per il punto di vista cattolico. [...] Per Jung [...] era il contenuto simbolico del dogma [dell'Assunzione] che aveva l'importanza più grande. Egli vi vedeva l'estensione di ciò che, nella Trinità, è soltanto maschile ad una "quaternità", con un principio femminile, dunque ad una totalità." in Riccardo Bernardini, Jung a Eranos. Il progetto della psicologia complessa, Franco Angeli, 2011.
38. ↑   Dialogo cattolico-anglicano: Maria non è un ostacolo alla comunione ecclesiale, su zenit.org. URL consultato il 14 agosto 2013 (archiviato dall'url originale il 25 aprile 2014).
39. ↑   John Paul II, Udienza generale del 25 giugno 1997, su vatican.va.
40. ↑  Si veda Giovanni di Damasco, "Tre sermoni della dormizione della vergine"
41. 1 2  (EN) Larry Beane, The Feast of the Blessed Virgin Mary, su gottesdienst.org, 15 agosto 2019.
«Molti dei primi luterani mantennero la festa dell'Assunzione nel calendario liturgico, pur riconoscendola come una speculazione piuttosto che un dogma. Tuttavia, papa Pio XII dogmatizzò questa credenza nel 1950 con il decreto Munificentissimus Dei (sic), imponendola come dottrina ai cattolici romani. ... La festa odierna è descritta nel Libro di culto luterano come “Santa Maria, Madre del Signore”.»
42. ↑  . Paolo VI, papa della Chiesa Cattolica, Esortazione Apostolica Marialis Cultus, in Vatican.va.
43. 1 2 3  . Angelo Bellon, teologo domenicano, Perché in nessun modo si può perdere la festa della Madonna assunta in cielo, in amicidomenicani.it.
44. ↑  (HR) Zakon o blagdanima, spomendanima i neradnim danima u Republici Hrvatskoj, in Narodne novine.
45. ↑  Columbus World Travel Guide, 25th ed.
46. ↑   Catherine Reiland, To Heaven Through the Streets of Guatemala City: the Processions of the Virgin of the Assumption, in Emisferica (archiviato dall'url originale il 22 dicembre 2016).
47. ↑   The Assumption of Mary into Heaven, the most revered summer Orthodox Christian feast in Bulgaria, su bnr.bg.
48. ↑  Directory on popular pietey and the liturgy, No. 181, Vatican City, 2001
49. ↑  Zirpolo, Lilian H. (2018). Historical Dictionary of Baroque Art and Architecture. Rowman & Littlefield, p. 213. ISBN 978-1538111291.
50. 1 2 3  Zirpolo, 2018, p. 83
51. ↑  Zirpolo, 2018, pp. 213-214
52. ↑  Sei una madre / che pietosa mi accogli, sei una sposa / che tutto a sé mi rapisce. Non vedo / anch'io che te... Mi nutre, o Vergine, / la tua luce, la tua pura bellezza. / Nulla ho da chiederti. Mi basta / che rimanga per me la tua visione.
53. ↑  Cesare Angelini, La madre del Signore: Vorremmo sapere dove è una passò, com'è la passò quei tre anni di vita pubblica del suo figliolo... Vorremmo sapere se le giungevano notizie da lui, attraverso predicazioni in Galilea in Giudea Piquadro dei miracoli che egli faceva... Vorremmo sapere se giunse alla notizia della sua trasfigurazione sul tavolo, vorremmo sapere se qualche volta l'ha vista ricavare magari segretamente al paese, varcare la soglia della povera casa vive con a sedersi Al povero destro e raccontare, raccontare, raccontare tra le lacrime e i suoi baci... Lei che era con Dio fin dalla nascita eterna aveva assistito al fioriere delle opere della creazione virgole era giusto che dovesse ricongiungersi con lui per sempre. Lei che era stata esente dal peccato originale, era giusto che salisse al cielo pur con il suo corpo immacolato.
54. ↑   Gilles Bouhours, su Santiebeati.it. URL consultato l'11 agosto 2023.
55. ↑  (PT) Postado por Állyssen Ferreira, Guilles Bouhours, O menino que revelou ao Papa o Dogma da Assunção, su santosebeatoscatolicos.com. URL consultato l'11 agosto 2023.